# Józef Krzycki
Józef Krzycki herbu Kotwicz (zm. 24 marca 1783) – kasztelan biechowski.

## Rodzina
Syn Władysława (zm. 1746), starosty zegniewskiego i Teresy Nieżychowskiej herbu Pomian. Wnuk Jana (zm. 1720), kasztelana nakielskiego. Prawnuk Stanisława (1616–1681), kasztelana poznańskiego. 
Poślubił Mariannę Piotrowską. Z małżeństwa urodzili się: Katarzyna, późniejsza żona Kazimierza Mielęckiego, następnie Franciszka Antoniego Telesfora Koczorowskiego, szambelana dworu i podkomorzego królewskiego; Józefa, małżonka Dezyderego Leszczyńskiego herbu Belina, posła na Sejm Czteroletni, starosty grabowieckiego; Jana (zm. 1794), pułkownika walczącego w czasie powstania kościuszkowskiego; Franciszka, kawalera Orderu Orła Białego.

## Pełnione urzędy
W latach 1764–1767 był majorem wojsk koronnych. Od 1769 pełnił urząd podczaszego poznańskiego. W roku 1772 został chorążym wschowskim. Poseł na Sejm 1776 roku z powiatu pyzdrskiego. Od 1779 stolnik poznański. Nominację na urząd kasztelana biechowskiego otrzymał 15 sierpnia 1781 roku. Urząd  pełnił do śmierci.
Był komisarzem komisarzem Komisji Dobrego Porządku w Poznaniu w 1780 roku.

## Odznaczenia
Za zasługi został odznaczony Orderem Świętego Stanisława (1772).